# Pema Dorji
Pema Dorji (bhutanisch དྲུང་འཚོ་པདྨ་རྡོ་རྗེ; * 5. Juli 1985 in Sarpang) ist ein ehemaliger Fußballspieler und aktueller -trainer aus dem Bhutan.

## Spielerkarriere
Dorji begann seine aktive Karriere 2003 als Verteidiger bei Transport United. Dort reifte er auch zum Nationalspieler heran. 2007 verließ er den Club und legte eine Pause ein. Zum Jahresbeginn 2009 schloss er sich Ligakonkurrent Yeedzin FC an, bei dem er 6 Jahre verblieb. In dieser Zeit konnte er zweimal die bhutanische Super League gewinnen und 2013 schließlich auch die erste Liga des Landes, die Super League. Im Juni 2015 beendete er seine aktive Karriere.

## Trainerkarriere
Nach seinem Karriereende als Spieler begann Dorji als Trainer bei FC Tertons. Von 2015 bis 2016 wurde er zum bhutanischen Nationaltrainer berufen. Seit 2019 trainiert er die bhutanische Fußballnationalmannschaft der Männer in seiner zweiten Amtszeit.